# Shura Kitata
Shura Kitata Tola, né le 9 juin 1996, est un athlète éthiopien, spécialiste des courses de fond et notamment du marathon.  

## Biographie
En 2017, il remporte le Marathon de Rome dans le temps de 2 h 7 min 30 s, puis le Marathon de Francfort dans le temps de 2 h 5 min 50 s, son record personnel. 
En avril 2018, lors du Marathon de Londres, il porte son record son record à 2 h 4 min 49 s mais ne termine que deuxième de l'épreuve, à près de 30 secondes du Kényan Eliud Kipchoge. Cette même année, il termine deuxième du Marathon de New York en 2 h 6 min 1 s devancé de 2 secondes seulement par son compatriote Lelisa Desisa.
Le 4 octobre 2020, Shura Kitata s'impose pour la première fois dans un World Marathon Majors en s'adjugeant la victoire du Marathon de Londres en 2 min 5 s 41, devançant au sprint le Kényan Vincent Kipchumba et l'autre éthiopien Sisay Lemma.